# Dirty Moves
Dirty Moves is een videospel voor de Commodore Amiga. Het spel is een Engelstalig erotisch spel dat door 1 of 2 spelers gespeeld kan worden. 